# Умма (Занзибар)
Партия «Умма» («Народ») или Партия Уммы (Партия народа) — леворадикальная социалистическая политическая партия на Занзибаре, существовавшая в 1963—1964 годах.

## История
Была основана в 1963 году недовольными арабами-социалистами из правящей Занзибарской националистической партии. Левое крыло ЗНП порвало с феодально-буржуазной верхушкой партии и сформировало революционную партию «Умма» с массовой базой из представителей разных расовых групп. При этом, по словам африканиста Александра Панова, «1964-й год она встретила скорее кружком интеллектуалов-марксистов, революционных романтиков, имеющих за плечами важный опыт, но не достаточную для навязывания собственной политической повестки социальную базу». Новую партию возглавил марксист и панафриканский националист Абдулрахман Мухаммад Бабу. 
Уже вскоре после своего создания и обретения султанатом Занзибар независимости в конце 1963 года партия «Умма» была запрещена 8 января 1964 года, а Бабу, в доме которого проведели обыск и над которым планировали суд, был вынужден отправиться в политическую эмиграцию в Танганьику. Однако на острове почти сразу же, 12 января 1964 года, разразилась Занзибарская революция, в которую «Умма» активно включилась, и султанат был свернут. При этом «Умма» поддержала ведущую среди африканского населения Партию Афро-Ширази Абейда Амани Каруме, в том числе и в дистанцировании от противоречивой фигуры лидера революции Джона Окелло, ответственного за погромы арабского населения.
После революции было сформировано новое правительство — Революционный совет Народной Республики Занзибара и Пембы — при участии партий Афро-Ширази и Умма с Абейдом Каруме в качестве президента и Абдулой Кассимом Ханги в качестве премьер-министра. Бабу был назначен министром иностранных дел и обороны новой республики. Его однопартиец и товарищ ещё по учёбе в Лондоне Али Султан Исса стал верховным комиссаром на Пембе. 8 марта 1964 года «Умма» объединилась с Партией Афро-Ширази.
Одними из целей этого слияния (равно как и последовавшего в апреле вхождения Занзибара с Республикой Танганьика в Объединённую Республику Танзания) были недопущение захвата власти радикалами из партии «Умма» и уменьшение возможности усиления коммунистического влияния в Восточной Африке. Несмотря на это, власти Каруме восприняли многие аспекты социалистического курса партии «Умма» в области здравоохранения, образования и социального обеспечения.
Бабу был среди прогрессивных левых членов правительства Занзибара, которые остались и в новом кабинете министров Объединённой Республики Танзания в Дар-эс-Саламе при президенте Джулиусе Ньерере. Впрочем, прокоммунистические взгляды Бабу и его сторонников были радикальнее африканского социализма танзанийского президента Джулиуса Ньерере, которого они критиковали.